# Juncus semisolidus
Juncus semisolidus là một loài thực vật có hoa thuộc họ Bấc. Loài này được L.A.S.Johnson mô tả khoa học đầu tiên năm 1993.